# 벨러파트펄버구

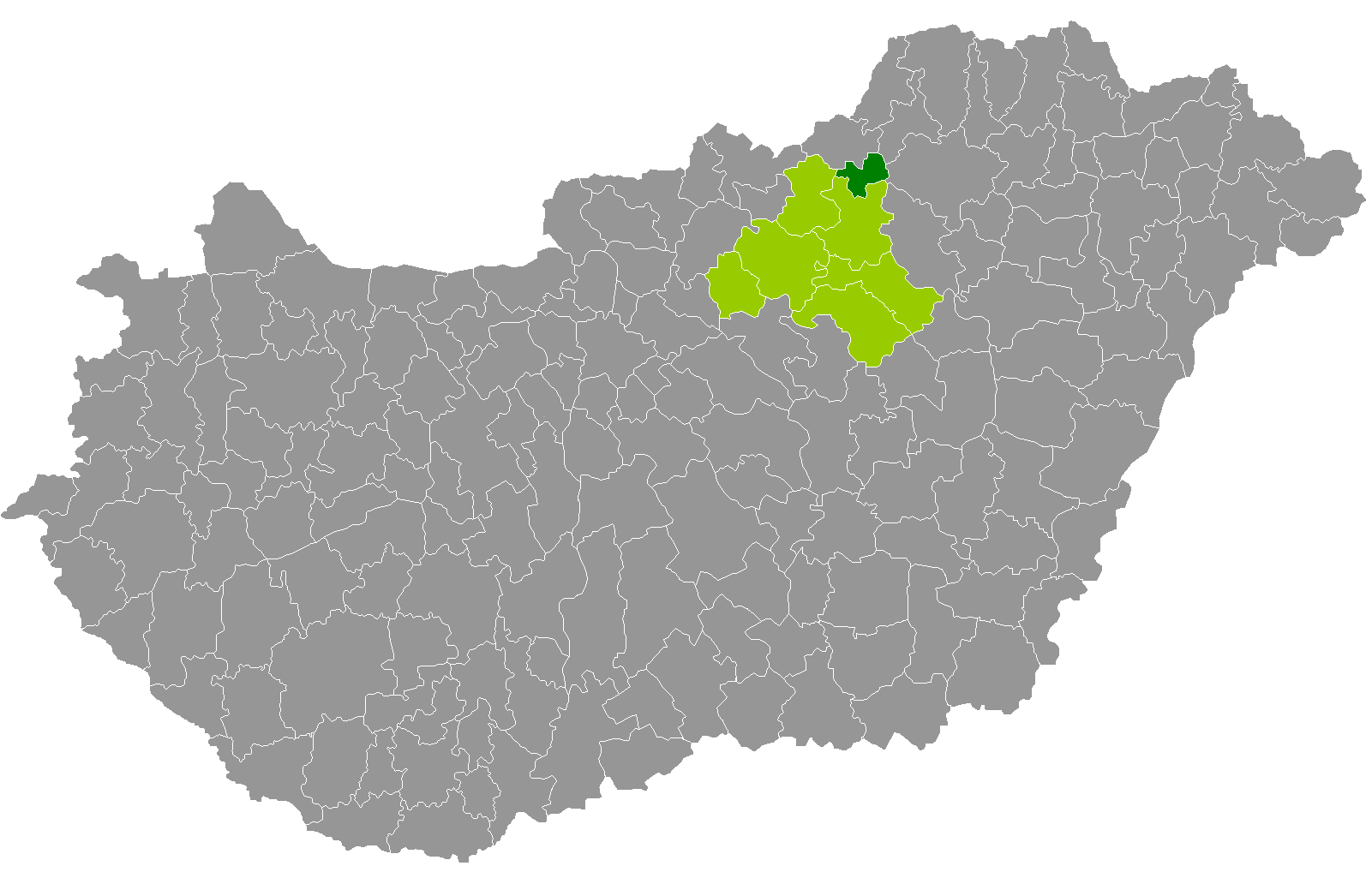
헤베시주 지도에 표시된 벨러파트펄버구의 위치

벨러파트펄버구(헝가리어: Bélapátfalvai járás)는 헝가리 헤베시주에 위치한 구로 구청 소재지는 벨러파트펄버이며 면적은 180.89km2, 인구는 8,978명(2011년 기준), 인구 밀도는 50명/km2이다.
북쪽으로는 보르쇼드어버우이젬플렌주 오즈드구, 커진츠버르치커구, 동쪽으로는 보르쇼드어버우이젬플렌주 미슈콜츠구, 남쪽으로는 에게르구, 서쪽으로는 페테르바샤러구와 접한다. 8개 지방 자치체(1개 시, 7개 마을)를 관할한다.

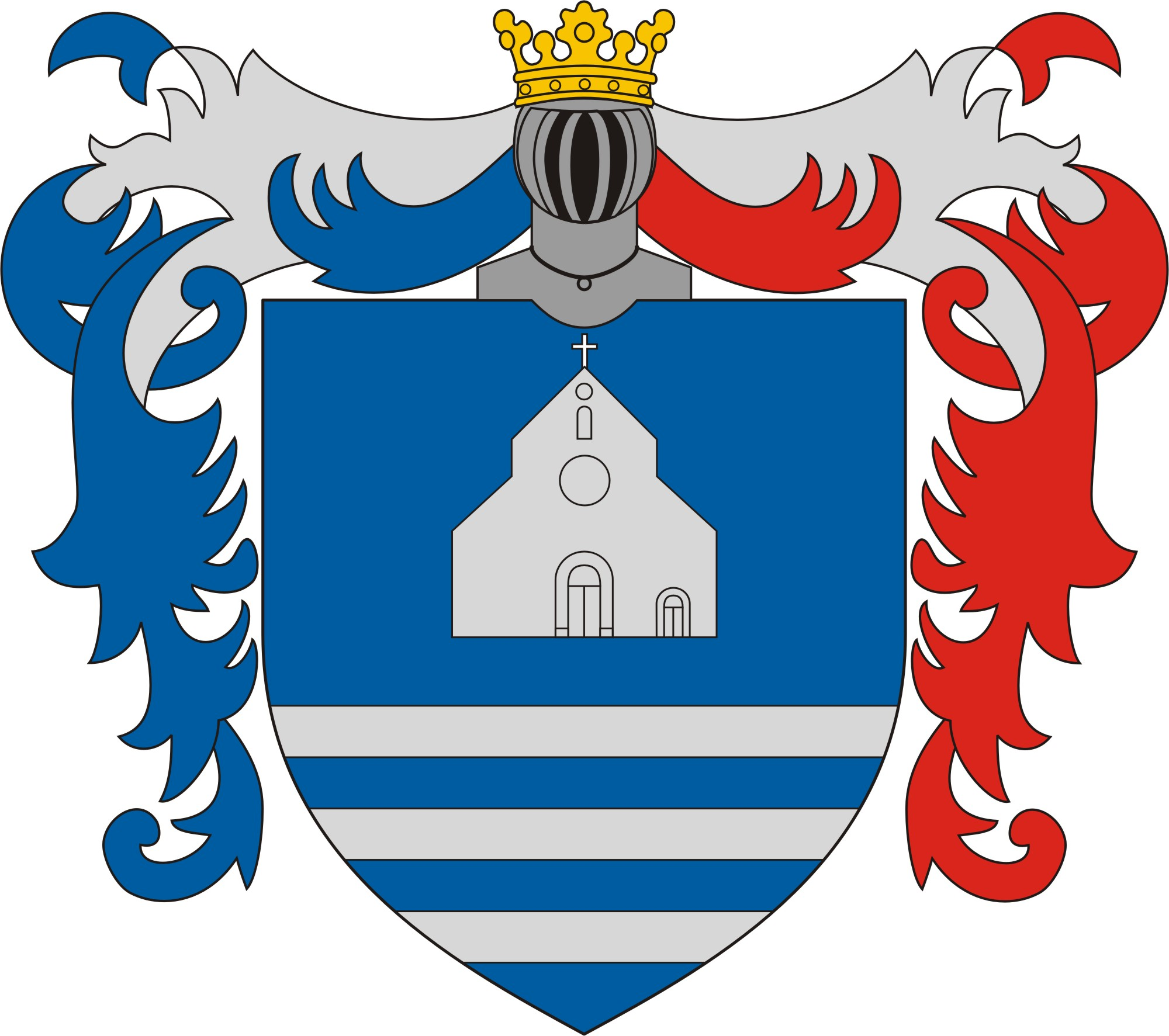
구 문장